# Rome désolée
Pour plus de détails, voir Fiche technique et Distribution.
Rome désolée est un film français de Vincent Dieutre sorti le 30 octobre 1996.

## Synopsis
Ce film est sur les errances d'un jeune homosexuel à travers Rome. 

## Analyse
Un texte est lu en voix off pendant que des images de Rome passent à l'écran sans connexion apparente avec le texte, ce n'est qu'à la fin du film qu'on comprend qu'il n'y a réellement aucun rapport, l'auteur se veut précurseur d'un art conceptuel déstabilisant (selon ses propres mots[réf. souhaitée]).

## Réception critique
Gérard Lefort dans le quotidien Libération y voit un « grand film minoritaire ».